# Guido Fiandino
Guido Fiandino (ur. 12 stycznia 1941 w Savigliano) – włoski duchowny katolicki, biskup pomocniczy Turynu w latach 2002-2016.

## Życiorys
Święcenia kapłańskie otrzymał 28 czerwca 1964 i został inkardynowany do archidiecezji turyńskiej. Był m.in. pracownikiem seminarium w Rivoli, proboszczem w Piossasco i Rivoli, a także prowikariuszem i wikariuszem generalnym archidiecezji.

### Episkopat
21 czerwca 2002 papież Jan Paweł II mianował go biskupem pomocniczym archidiecezji Turynu, ze stolicą tytularną Aleria. Sakry biskupiej udzielił mu 20 lipca 2002 ówczesny arcybiskup Turynu - kardynał Severino Poletto. W latach 2002-2008 pełnił funkcję wikariusza generalnego archidiecezji, zaś w 2008 został mianowany proboszczem jednej z turyńskich parafii.
10 lutego 2016 papież Franciszek przyjął jego rezygnację z urzędu biskupa pomocniczego, złożoną ze względu na wiek.